# Děcko (seriál)
Děcko je desetidílný televizní seriál, přinášející příběh rozvedené matky Kláry (Judit Pecháček), jež se v průběhu třetího těhotenství rozhodne pro dosti neobvyklé řešení své životní situace: hned po porodu hodlá dítě svěřit vybranému páru adoptivních rodičů. Seriál v režii Rozálie Kohoutové a Radima Špačka dle scénáře Kateřiny Krobové a Lucie Macháčkové byl vysílán v premiéře od 17. ledna do 21. března 2025 vždy v pátek večer na prvém kanálu České televize.

## Obsazení

### Hlavní role
| Judit Pecháček         | Klára Vernerová, matka                                |
| Ondřej Malý            | Jarmil Čáp, úředník OSPOD                             |
| Vanda Hybnerová        | MUDr. Jana Sýkorová, gynekoložka                      |
| Eva Hacurová           | Alice Krátká, ředitelka mateřské školky               |
| Patrik Děrgel          | Michal Malásek, právník, (ex)partner Alice            |
| Daniel Krejčík         | Petr Novotný, cukrář, partner Vladimíra               |
| Andrej Polák           | MVDr. Vladimír Novotný, veterinář, partner Petra      |
| Elizaveta Maximová     | Beáta Schubert, influencerka, manželka Huberta        |
| Jan Jankovský          | Hubert Schubert, bohatý podnikatel, manžel Beáty      |
| Tereza Hofová          | Hana Brožová, nehtařka (salon Val), manželka Kryštofa |
| Jaromír Nosek          | Kryštof Brož, kadeřník, manžel Hany                   |
| Vladimír Polívka       | Adam Verner, realitní makléř, otec Daníka             |
| Jiří Rendl             | Richard Jahn, otec Zorky                              |
| Magdalena Čečo         | Zora Jahnová (Zorka), dcera Kláry a Richarda          |
| Adam Kocúr             | Daniel Verner (Daník), syn Kláry a Adama              |
| Antonín Jan Abrhám     | Tadeáš Šmíd, kamarád Zorky                            |
| Ester Malia Machuldová | Eliáš Verner, dítě, které porodila Klára              |

### Vedlejší role
| Tereza Dočkalová       | Nina Novotná, sestra Vladimíra a matka Jendy              |
| Matěj Svoboda          | Jenda Novotný, syn Niny                                   |
| Jana Oľhová            | matka Kláry                                               |
| Ctirad Götz            | Luboš, kuchař v Ostrožnu, otec Kláry                      |
| Jan Vondráček          | Miroslav Krátký, dějepisář v důchodu, vdovec, otec Alice  |
| Simona Peková          | Krajtlová, správkyně domu, kde bydlí Klára                |
| Markéta Haroková       | učitelka Daníka v mateřské školce                         |
| Markéta Coufalová      | Hedvika, sestra na gynekologii u dr. Sýkorové             |
| Eva Elsnerová          | Hájková, vedoucí dětského centra                          |
| Rozárie Pešková        | Marie Biháryová (Maruška), dítě v dětském centru          |
| Šárka Šildová          | Dominika Kytlicová, sestra v centru asistované reprodukce |
| Jarmila Vlčková        | žena ve frontě v lékárně                                  |
| Marian Roden           | vedoucí centra volného času Kuřátko                       |
| Přemysl Bureš          | školník ve škole Zorky                                    |
| Terezie Kovalová       | influencerka, host na párty u Schubertů                   |
| Chili Ta Thuy          | influencerka, host na párty                               |
| Aneta Synková          | influencerka, host na párty                               |
| Veronika Králová       | influencerka, host na párty                               |
| Kristýna Kohoutová     | influencerka, host na párty                               |
| Pavel Tesař            | vedoucí samoobsluhy                                       |
| Jan Španbauer          | Marek Kvíčala („Máňa“), kolega Richarda v baru Pohoda     |
| Michaela Klenková      | sestra na JIP v nemocnici                                 |
| Daniel Tůma            | lékař na JIP v nemocnici                                  |
| Jitka Dvořák Matulová  | paní Nováčková, zákaznice kadeřníka Kryštofa              |
| Ester Kočičková        | Bc. Pavlína Vránová, úřednice, občanské průkazy           |
| Valerie Taušnerová     |                                                           |
| Luďka Taušner Kuralová | sestra na gynekologii u MUDr. Radima Špačka               |
| Veronika Gajerová      | Magdalena Vicenová, vrchní sestra v porodnici             |
| Eva Horká              | sestra v porodnici                                        |
| Sarah Haváčová         | Sára, servírka v baru, chodí s Michalem                   |
| Petr Vrla              | záchranář                                                 |
| Natálie Otáhalová      | dívka na záchodě v baru                                   |
| Klára Kalertová        |                                                           |
| Libor Matouš           | muž v baru                                                |
| Milan Enčev            | sekuriťák v obchodě                                       |
| Klára Šalomounová      | Květa, prodavačka                                         |
| Lilian Malkina         | pacientka na pokoji s oknem                               |
| Marie Švestková        | těhotná žena na pokoji v porodnici                        |
| Michal Roneš           | Václav, šachista v hospodě v Tlustici                     |
| Natalie Golovchenko    | sestra a porodní asistentka v porodnici                   |
| Patrik Böhm            | zřízenec v porodnici                                      |
| MUDr. Táňa Glosová     | Táňa, porodník                                            |
| Janusz Hummel          | Radim, neonatolog                                         |
| Dana Tichá             | soudkyně (?)                                              |
| Miriam Chytilová       | pokladní v samoobsluze                                    |
| Michal Zelenka         | Brauner, pěstoun 9 dětí                                   |
| Kateřina Březinová     | Braunerová, pěstounka 9 dětí                              |

## Výroba
Natáčelo se v Hořovicích, v kladenské oblastní i v pražské Thomayerově nemocnici.

## Hudba
1. díl
1. Katarzia: „Šťastné dítě“
2. Rene Muenzer: „Cocktail bar“

## Recenze
- Mirka Spáčilová, iDNES.cz / MF DNES  65 %[3]
- Andrea Zunová, Právo / Novinky.cz  85 %[4]